# Kfar Bloem
Kfar Bloem (Hebreeuws: כפר בלום) is een kibboets in Israël. Het is gelegen in de Hoelavallei in Noord-Galilea, op zo’n zes kilometer afstand van de stad Kirjat Sjmona. De kibboets heeft ongeveer 600 leden.
Kfar Bloem is in gesticht 1943 door de socialistisch-zionistische jeugdbeweging Habonim. De eerste kibboetsleden kwamen voornamelijk uit het Verenigd Koninkrijk, Zuid-Afrika, de Verenigde Staten en uit de Baltische landen. De eerste leden hebben de kibboets Kfar Bloem genoemd om de joodse socialistische oud-eerste minister van Frankrijk, Léon Blum, te eren.Tot 1948 lag hier het Palestijnse dorp Qaytiyya vlakbij, waarvan men nu de grond bewerkt.
De belangrijkste commerciële activiteiten van Kfar Bloem zijn landbouw (katoen, zuivel, fruit). en de lichte industrie. De laatste jaren is dit aangevuld met toeristische activiteiten. De ligging van Kfar Bloem, dicht bij de Jordaan, aan de voet van de berg Hermon, heeft het tot een centrum voor openluchtrecreatie gemaakt. Men kan er wandelen, kajakken, raften en vogelspotten.

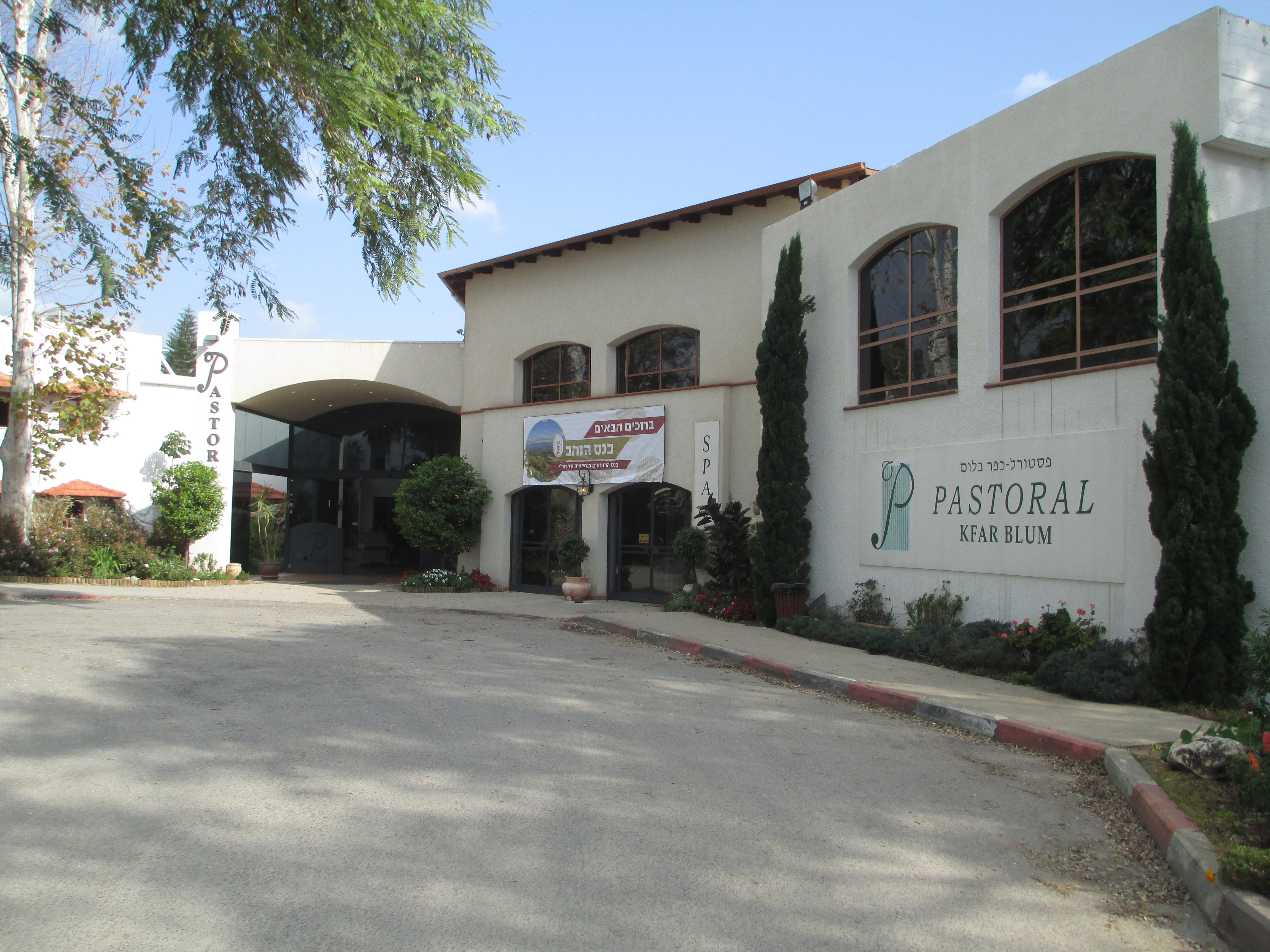
Hotel